# Sebastiano Nicotra
Sebastiano Nicotra (Sant'Alfio, Itália, 31 de agosto de 1855 – Sant'Alfio, Itália, 21 de maio de 1929) foi um prelado italiano da Igreja Católica que serviu no serviço diplomático da Santa Sé. De 1916 a 1929 foi núncio apostólico e arcebispo.

## Biografia
Sebastiano Nicotra nasceu em 31 de agosto de 1855 em Sant'Alfio, Itália. Ele se formou em direito canônico no Almo Collegio Capranica e ordenado sacerdote em 21 de dezembro de 1878.
Ele ingressou no serviço diplomático da Santa Sé em 1889 e atuou como secretário na nunciatura apostólica na Bélgica. Em 1900 tornou-se auditor na Baviera e depois conselheiro na nunciatura na Áustria-Hungria, em Viena.
Em 16 de dezembro de 1916, o Papa Bento XV o nomeou arcebispo titular de Heracleia na Europa e Núncio Apostólico no Chile. Ele recebeu sua consagração episcopal em 6 de janeiro de 1917 do Papa Bento XV.
Em 1 de outubro de 1918, Papa Bento XV o nomeou Núncio Apostólico na Bélgica. Durante seis meses em 1920, Nicotra foi Administrador Apostólico de Eupen–Malmedy–Sankt Vith, uma área na fronteira entre a Bélgica e a Alemanha, onde um referendo estava sendo realizado para confirmar a transferência de controle para a Bélgica. Seu papel era o de um estranho neutro. Os padres de língua alemã do território continuaram a olhar para a Alemanha em busca de liderança, ao mesmo tempo que o tratavam com respeito.
Em 30 de maio de 1923, o Papa Pio X o nomeou Núncio Apostólico em Portugal. Ele morreu em 21 de maio de 1929, aos 73 anos.